# Reinelv
Reinelv est une localité du comté de Troms, en Norvège.

## Géographie
Administrativement, Reinelv fait partie de la kommune de Sørreisa.